# Son Rosselló
Son Rosselló és una possessió al terme municipal de Campos, Mallorca entre Son Rossinyol Nou, Son Ramona, Son Valor i ses Rotes. El 1677 pertanyia a l'honor Gabriel Oliver i tenia cases, colí de sang, celler i una torre de defensa de base quadrangular. Era dedicada a vinya, conreu de cereals i lleguminoses. També produïa mel. El 1688 es dividí la possessió i les cases entre els fills de l'esmentat Gabriel Oliver, que es corresponen parcialment a les propietats anomenades actualment Son Oliver i Son Oliveret, noms derivats dels llinatge dels propietaris el 1688.

## Construccions
Les cases de la possessió presenten una façana principal orientada a migjorn. El conjunt està format per tres blocs, corresponents a la cases dels senyors (bloc central), casa dels amos (bloc de la dreta) i un afegit dels anys 30 del segle XX (a l'esquerra). El portal forà és rodó, adovellat, amb peces de marès. A ambdós costats trobam sengles pedrissos. Al primer pis s'obre una finestra amb ampit. A la dreta del bloc principal hi ha la casa dels amos. S'hi accedeix a través d'un altre portal rodó, adovellat. A seva esquerra hom hi troba un coll de cisterna, coberta amb una capella a doble vessant. Flanquegen el portal dues finestres. Al pis superior s'obren dues finestres amb ampit, un dels quals motllurat. A la dreta s'hi situen les dependències agrícoles, com les pallisses. A l'esquerra de la torre trobam el darrer bloc, aixecat cap als anys 30 del segle xx. Té dues plantes d'alçat, amb un portal de llinda i una finestra a la primera planta que imita la de la torre. A l'esquerra trobam un hort tancat i diversos edificis agrícoles.
A l'interior el portal forà dona a un vestíbul cobert de volta de creueria. Des d'aquí, per un portal a l'esquerra, es comunica amb unes habitacions reformades en el segle xx. Un gran arc escarser comunica amb la segona crugia, també coberta de volta. Des d'aquí, per un portal, es puja a la planta noble. L'escala desemboca en una gran sala a ambdós costats de la qual es troben les habitacions. A través d'un portal de l'esquerra s'accedeix a la torre. Al fons del segon vestíbul, un portal de llinda ens comunica amb la tercera crugia, coberta de bigues. Des d'aquí, al fons d'un passadís passam a la cuina, dotada de tots els elements tradicionals (xemeneia, pinte, pica de pedra, etc.). Les cases compten també amb un petit celler. Davant les cases dels amos hi ha les solleres.

### Torre de defensa
La torre presenta tres plantes d'alçat, coberta per una teulada a quatre vessants. A la planta baixa s'hi obre una finestra amb ampit i al primer pis una altra, de dimensions un poc més reduïdes i motllurada. Compta amb escala de caragol. En la cantonada de la torre hi ha un rellotge de sol, dins el qual hi ha cisellats, a més dels números, una creu i la data de 1908. La teulada se sosté amb dues parets, cantoneres i columnes de fust octogonal.